# 帕蒂·布莱叶
帕蒂·布莱叶（Patti Boulaye，1954年5月3日—），是一位英国尼日利亚歌手、演员和艺术家，1978年赢得《新面孔》后声名鹊起，是20世纪70年代和80年代英国黑人艺人中的佼佼者。在她的祖国尼日利亚，她最为人所铭记的是出演了卢克斯的商业广告和《河之女儿比西》，以及她自己的系列剧《帕蒂·布拉耶秀》。
她的艺名是受到女演员伊芙琳的启发。

## 早期生活
布莱叶的母亲在一辆途经尼日利亚中西部两个城镇的出租车中分娩生出布莱叶，她在一个严格的天主教家庭中长大，有九个孩子，其中包括在尼日利亚航空公司空难中丧生的飞行员托尼·埃比格维1978年。她有埃菲克语和伊博语血统。十几岁时，布拉耶在 1967-1970年比夫拉战争中幸存下来，并将这归功于她坚定的信仰。
16岁时，她离开尼日利亚前往英国 ，在那里她决定成为一名修女。然而，在伦敦观光旅行期间，布拉耶在排队等候她以为是杜莎夫人蜡像馆的地方，结果却发现这是伦敦原版《头发》的试镜，并很快赢得了一个角色，从此开启了她的音乐剧生涯。她的父亲不赞成演艺事业，与女儿断绝关系，但后来原谅了她。 

## 职业

### 阶段
在《头发》之后，她出演了《维罗纳二绅士》，并以她的本名帕特里夏·埃比格维  在《黑天皇》中饰演，这是她的第一个主演角色。 
她主演的其他舞台作品包括《卡门·琼斯》（在伦敦老维克剧院，由西蒙·卡洛执导）和《耶稣基督巨星》中的主角。2003年，布莱叶推出了她在伦敦西区的音乐剧《太阳舞》，这部音乐剧花了12年时间制作完成。被誉为“非洲的色彩和音乐在仪式舞蹈、仪式和入会仪式中的展示，所有这些都伴随着非洲的鼓声”。它由博拉耶本人创作和制作，并在哈克尼帝国开幕。布莱叶出现在1998年在伯明翰国家室内体育馆举行的欧洲歌唱大赛的间歇表演中。她获得了大英帝国最优秀勋章。 

### 电视
1978年，凭借几年的经验，布莱叶出现在《新面孔》节目中，她是该系列节目中唯一一位获得评委最高分数的选手，后来她还赢得了百胜制决赛。布莱叶在《福斯特夫妇》、《邓普西》和《兄弟姐妹》中扮演夏洛特，与伦尼·亨利演对手戏。1984年，她在第四频道推出了自己的系列节目《帕蒂·布莱叶秀》。以克里夫·理查德为主角的圣诞特辑在收视率上取得了成功，并在该系列放映的同时发行了一张专辑。。
帕蒂·布莱叶曾在电视上露面200多次她与克利夫·理查德爵士、罗杰·摩尔和其他国际知名明星一起主演了12部BBC电视台年度“欢乐世界”圣诞节目，该节目由少校爵士在皇家阿尔伯特音乐厅制作。帕蒂·布莱叶 出现的两集中。她作为参赛者出现在BBC的一系列热门节目《名厨大师》中，随后又出现在》和第5频道的《不劳而获当人才秀出问题时》的一集中。
2016年1月和2月，布拉耶出现在三集剧集《真正的玛丽戈尔德酒店》中，该剧讲述了一群名人老年人的印度之旅。

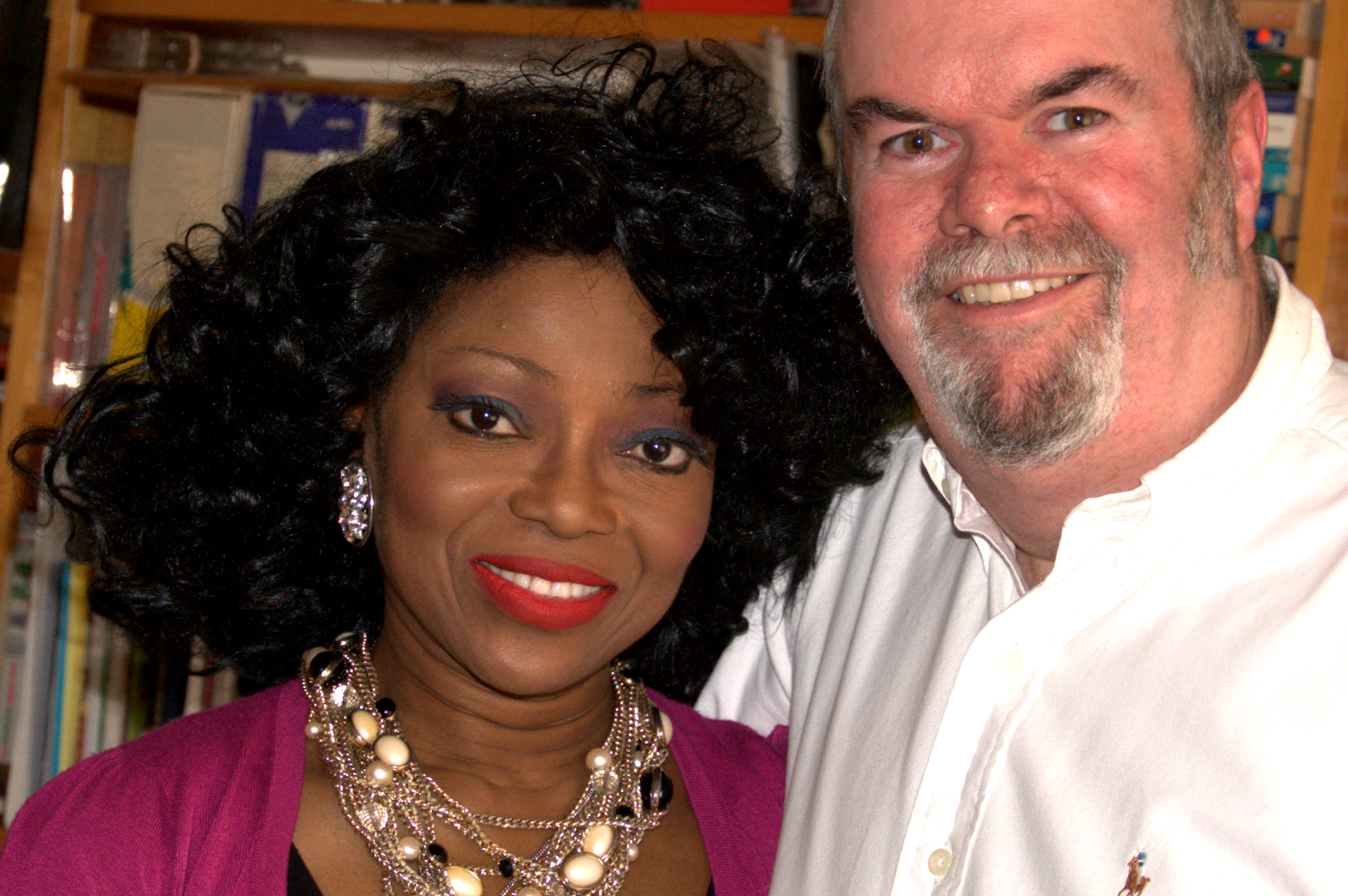
帕蒂·布拉耶与记者加里·布谢尔

2018年7月，布拉耶设计并主持了她的电视脱口秀节目《帕蒂·布莱叶的生活》，该节目录制并在全球范围内播放。  与帕蒂·布拉耶一起生活是布拉耶对年轻人心理健康和自杀率令人震惊的状况感到担忧的结果。节目嘉宾来自各行各业，我们鼓励他们分享他们所面临的一些挑战，并解释他们如何克服这些挑战。

### 电影
布拉耶在非洲电影《河流的女儿比西》中担任主角，据说该片是非洲有史以来最卖座的电影，在尼日利亚电影院上映了三年。她在1979年主演了被称为英国《周六夜狂热》的《音乐机器》，还在1980年海伦·米伦的电影《轻佻的女子》中担任歌舞表演歌手。

### 音乐
布莱叶在「新面孔」中的胜利促成了1978年专辑《你走进了我的生活》的发行。在此之前，她花了一年的时间与一个英国的美国女子组合巡演并发行了几首单曲。

## 慈善机构
布莱叶 是“支持非洲慈善机构” 慈善机构的创始人和主席，该机构在非洲农村地区建立了五家诊所，并与哈里王子殿下的慈善机构在莱索托建立了一所学校。

## 政治
1999年，在保守党议员杰弗里·阿彻发表了针对英国黑人的涉嫌贬损言论后，布拉耶为他辩护。在一次电台采访中，他表示：“[三十年前]，如果一名黑人女性经过，你的头不会转，因为她们穿着不好，可能超重，而且可能工作很糟糕。” 布拉耶为阿彻辩护，说道：“我是作为一名非常了解杰弗里·阿彻的黑人女性来发言的……他不是种族主义者。我认为他会成为一名非常好的市长。” 
在2000年的伦敦议会选举中，帕蒂·科姆洛西在保守党全伦敦名单上排名第13位，但由于落后太多而未能当选。 

## 其他工作
20 世纪 80 年代，人们的健身意识有所增强，布莱叶 是其声音出现在《塑形》和《跳舞健身》专辑中的名人之一。在非洲，她为力士代言了 29 年， 帕蒂·布莱叶秀 在多个电视台播出，1999 年，她受邀在奥卢塞贡·奥巴桑乔就职典礼期间为他演唱。 2002 年，布拉耶被任命为伊丽莎白二世女王登基五十周年娱乐指导委员会成员，带领 5000 名福音歌手庆祝活动中演唱歌曲，其中包括由布拉耶专门为此场合创作的歌曲“庆祝好消息”。
布拉耶的自传《孩子的信仰》于 2017 年 3 月出版。

### 比帕达学院
布莱叶 学院的创始人兼董事总经理，该学院拥有一批生活技能、情感、社交、国际礼仪和个人发展方面的专家。 帮助客户建立自信并扭转他们的生活，也曾在牛津大学、米德尔塞克斯大学、伦敦市中心和白金汉郡举办礼仪课程。她是英国艺术奖的冠军和赞助人，也是东区教育信托基金的赞助人。布莱叶 是隶属于美国牛津大学和耶鲁大学的英美戏剧学院 的董事会成员。过去七年她一直是密德萨斯大学商学院最后一年学生的客座讲师。

## 诽谤诉讼
1999年，时任保守党支持者的布拉耶成功起诉《卫报》诽谤，因为该报错误地引用了她的言论“现在是支持种族隔离的时候了，因为它不合时宜”；她后来说，她是被一名记者陷害的，这名记者声称在她提到“政党”（保守党）而不是“种族隔离”时听错了她的意思。  《卫报》后来被迫支付 15,000 英镑的赔偿金。 

## 个人生活
布拉耶是一位虔诚的罗马天主教徒，与丈夫斯蒂芬·科姆洛西育有两个孩子和两个孙子。  

## 唱片目录
- 帕蒂·布拉耶(1976)
- 你走进我的生活(1978)
- 音乐机器(1979)
- 魔法(1981)
- 帕蒂(1983)
- 在他的王国(2004)
- 帕蒂·布拉耶的太阳舞 [专辑] (2004)